# Laganosuchus
Laganosuchus Sereno & Larsson, 2009 è un genere estinto di coccodrillo appartenente alla famiglia Stomatosuchidae. Sono stati trovati fossili appartenenti a questo genere in un'area compresa tra Niger e Marocco, gli esemplari rinvenuti risalgono al periodo Cretacico superiore. Il nome  Laganosuchus significa Coccodrillo pancake in greco antico (Laganon=pasta fresca e Souchos=coccodrillo). Coccodrillo Pancake è anche il nome comune di questo rettile preistorico, assegnatogli da Paul Sereno e Hans Larsson nel 2009, nella loro pubblicazione ZooKeys, in cui Laganosuchus è descritto insieme ad altri coccodrilli preistorici rinvenuti nel deserto del Sahara, come Anatosuchus minor e Kaprosuchus saharicus.
La specie tipo è L. thaumastos, ritrovato nella Eckhar formation, in Niger. L'altra specie, L. maghrebensis, proviene dal Marocco.

## Paleoecologia
Secondo Sereno, L. thaumastos era lungo mediamente 6 metri, aveva una testa piatta lunga 1 metro e si nutriva di pesci. Stava immobile nell'acqua bassa per ore, aspettando che la preda nuotasse direttamente dentro le sue mascelle aperte, armate di denti appuntiti.